# Salvador Vidal Rosell
Salvador Vidal Rosell (Bellver de Cerdanya, 1900 - Mèxic, 14 de gener de 1993) fou un polític socialista català. Durant la dictadura de Miguel Primo de Rivera fou militant la Federació Catalana del PSOE, i alhora el principal dirigent de la UGT a Catalunya i secretari de redacció del seu setmanari, La Internacional (1931) i secretari general de la Federación de Obreros Textiles de España.
En formar-se el govern de la República Catalana presidit per Francesc Macià, fou, en representació d'UGT, conseller de treballs públics del govern i d'abril a novembre del 1931 ocupà el departament de foment i agricultura de la Generalitat de Catalunya, del qual va dimitir per discrepances amb la resta de consellers en aspectes sobre l'Estatut i l'aplicació de l'ús de la llengua catalana, ja que ell no estava d´acord en imposar-la. Durant la guerra civil espanyola presidí el Consejo de Trabajo del govern de la Segona República Espanyola. En acabar la guerra, el 1939 s'exilià a França i el 1941 se n'anà a Mèxic. Sempre donà suport tots els actes de caràcter obrer i catalanistes.